# Octathio(8)circulène
L’octathio[8]circulène, appelé également sulflower en anglais (mot-valise à partir de sulfur et sunflower en raison de la ressemblance de sa molécule avec une fleur de tournesol), est un composé chimique de formule (C2S)8 se présentant sous forme de poudre ou d'aiguilles cristallisées de couleur rouge.

## Synthèse et propriétés
L'octathio[8]circulène a été synthétisé en 2006 par une équipe russe de l'Université d'État de Moscou (Lomonossov) via une réaction voisine de celle de Ferrario relative aux composés organosulfurés reposant sur la déprotonation de tétrathiophène au diisopropylamidure de lithium dans l'éther éthylique suivie d'une réaction avec du soufre élémentaire pendant une journée et d'une pyrolyse sous vide à 500 °C avec un rendement chimique de 80 %, :

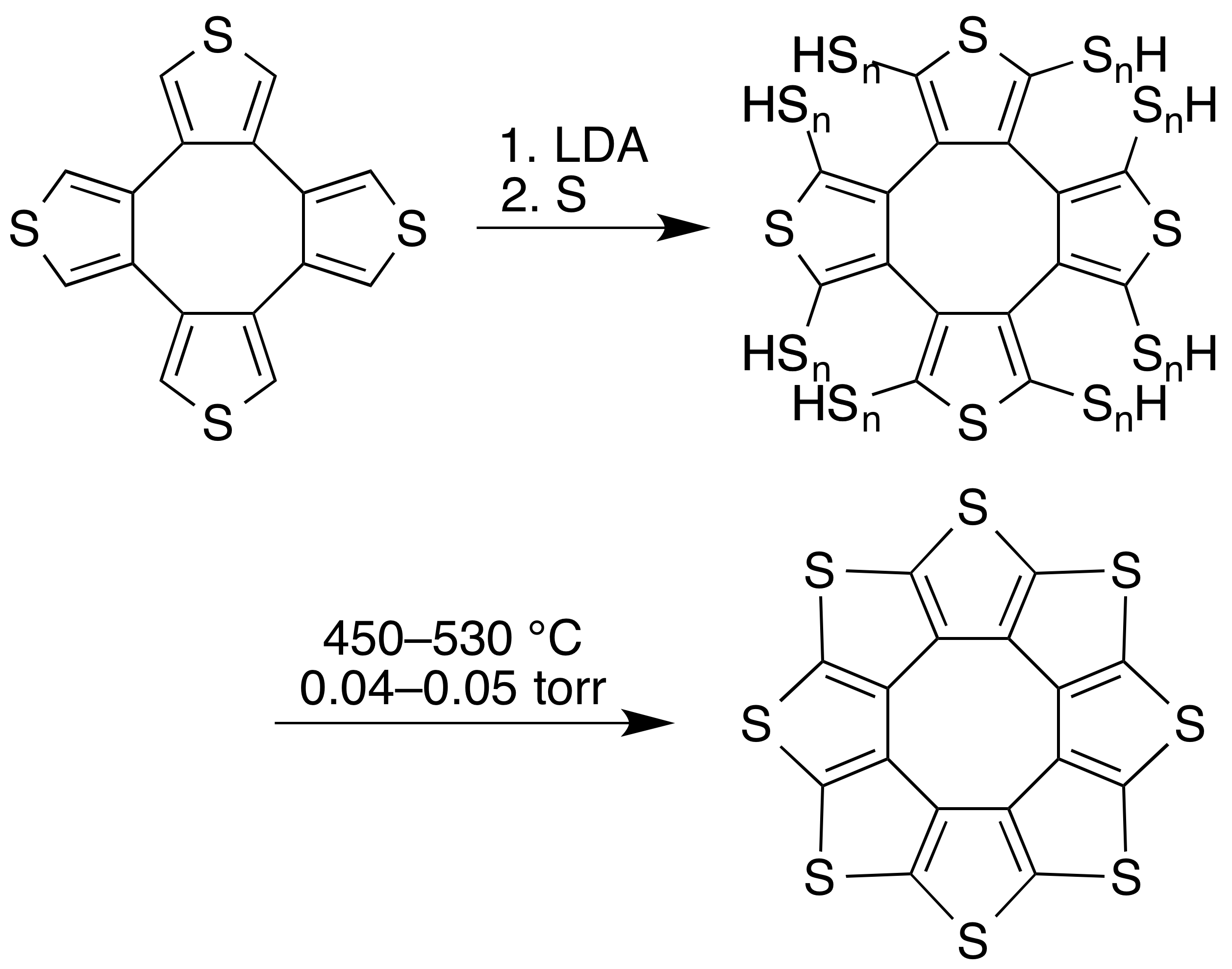
Synthèse de l'octathio[8]circulène à partir de tétrathiophène.

Ce composé antiaromatique présente d'intéressantes propriétés électrochimiques, électrochromatiques et électroniques susceptibles d'applications diverses.
La molécule d'octathio[8]circulène s'est avéré être parfaitement plane et cristalliser par empilements :
|                                                                                       |  |                                                                                |
| Octathio[8]circulène cristallisé montrant les piles de molécules vues par la tranche. |  | Octathio[8]circulène cristallisé montrant les piles de molécules vues de face. |